# Грант (округ, Западная Виргиния)
Грант (англ. Grant County) — один из 55 округов штата Западная Виргиния в США. Один из 5 округов штата, входящих в «Потомакское нагорье».

## Описание
Округ расположен в восточной части штата, с северо-запада граничит с Мэрилендом, с остальных сторон — с другими округами Западной Виргинии. Назван в честь 18-го Президента США Улисса Гранта. Столица — Питерсберг (с 1872 года, до этого — Мейсвилл). Открытые водные пространства составляют 8 км² (0,6 % от общей площади округа в 1243 км²).

## История
Округ был образован 14 февраля 1866 года путём отделения от округа Харди. Разъединение произошло из-за того, что часть жителей первоначального Харди были конфедератами, а другая часть (отделившиеся в Грант) — сторонниками Союза.

## Транспорт
Через округ проходят следующие крупные автодороги:
- федеральная трасса U.S. Route 50
- федеральная трасса U.S. Route 220
- трасса West Virginia Route 28
- трасса West Virginia Route 42
- трасса West Virginia Route 55
- трасса West Virginia Route 93

## Население округа
| 1870 год — 4467 жителей 1880 — 5542 (+24,1 %) 1890 — 6802 (+22,7 %) 1900 — 7275 (+7,0 %) 1910 — 7838 (+7,7 %) 1920 — 8993 (+14,7 %) | 1930 — 8441 (-6,1 %) 1940 — 8805 (+4,3 %) 1950 — 8756 (-0,6 %) 1960 — 8304 (-5,2 %) 1970 — 8607 (+3,6 %) | 1980 — 10 210 (+18,6 %) 1990 — 10 428 (+2,1 %) 2000 — 11 299 (+8,4 %) 2010 — 11 937 (+5,6 %) 2011 — 11 891 (оценка) |

Расовый состав
- Белые — 98,3 %
- Афроамериканцы — 0,7 %
- Азиаты — 0,1 %
- Коренные американцы — 0,3 %
- Гавайцы или уроженцы Океании — 0,0 %
- Две и более расы — 0,5 %
- Прочие — 0,1 %
- Латиноамериканцы (любой расы) — 0,6 %

По данным переписи населения 2000 года в округе проживает 11 299 жителей в составе 4 591 домашних хозяйств и 3 273 семей. Плотность населения составляет 9 человек на км². На территории округа насчитывается 6 105 жилых строений, при плотности застройки 5 строений на км².
В составе 30,20 % из общего числа домашних хозяйств проживают дети в возрасте до 18 лет, 59,50 % домашних хозяйств представляют собой супружеские пары проживающие вместе, 8,20 % домашних хозяйств представляют собой одиноких женщин без супруга, 28,70 % домашних хозяйств не имеют отношения к семьям, 24,50 % домашних хозяйств состоят из одного человека, 11,30 % домашних хозяйств состоят из престарелых (65 лет и старше), проживающих в одиночестве. Средний размер домашнего хозяйства составляет 2,43 человека, и средний размер семьи 2,87 человека.
Возрастной состав округа: 22,70 % моложе 18 лет, 7,80 % от 18 до 24, 27,50 % от 25 до 44, 26,80 % от 45 до 64 и 15,30 % от 65 и старше. Средний возраст жителя округа 39 лет. На каждые 100 женщин приходится 97,70 мужчин. На каждые 100 женщин старше 18 лет приходится 94,50 мужчин.
Средний доход на домохозяйство в округе составлял 28 916 USD, на семью — 33 813 USD. Среднестатистический заработок мужчины был 24 796 USD против 18 354 USD для женщины. Доход на душу населения составлял 15 696 USD. Около 12,60 % семей и 16,30 % общего населения находились ниже черты бедности, в том числе — 21,00 % молодежи (тех кому ещё не исполнилось 18 лет) и 18,70 % тех кому было уже больше 65 лет.

## Достопримечательности
- Национальный лес Мононгахила (англ. Monongahela National Forest) (частично)
- Заповедник Spruce Knob-Seneca Rocks National Recreation Area (частично)